# Лудвиг Август Егон фон Фюрстенберг-Щюлинген
Лудвиг Август Егон Йохан Мария фон Фюрстенберг-Щюлинген (на немски: Ludwig August Egon Johann Maria zu Fürstenberg-Stühlingen; * 4 февруари 1705, Ашафенбург; † 10 ноември 1759, Линц) е ландграф на Фюрстенберг-Щюлинген-Вайтра и генерал.

## Живот
Той е вторият син на ландграф Проспер Фердинанд фон Фюрстенберг-Щюлинген (1662 – 1704) и съпругата му графиня Анна София Евсебия фон Кьонигсег-Ротенфелс (1674 – 1731), дъщеря на граф Леополд Вилхелм фон Кьонигсег-Ротенфелс (1630 – 1694) и Мария Поликсена фон Шерфенберг († 1683). Брат е на Йозеф Вилхелм Ернст фон Фюрстенберг (1699 – 1762), на 2/10 декември 1716 г. 1. управляващ княз на Фюрстенберг, ландграф на Фюрстенберг (1744 – 1762).
Баща му Проспер Фердинанд е убит в битката при обсадата на Ландау на 21 ноември 1704 г. За запазването на фамилията той издава през 1701 г. примогенитур-реда. След ранната смърт на баща му неговите чичовци и братовчеди поемат опекуството. Териториите на Щюлинген са поделени от братята Йозеф Вилхелм Ернст и Лудвиг Август Егон.
Лудвиг Август започва военна кариера на имперска служба и се издига на генерал на ординанца. Той основава линията на „ландграфовете на Фюрстенберг“, която има територии в Австрия и Моравия, наричана „линията в Австрия“. На 29 юли 1755 г. Лудвиг Август Егон получава „Фюрстенберг-Вайтра“ в Долна Австрия.
Той умира на 54 години на 10 ноември 1759 г. в Линц.

## Фамилия
Лудвиг Август се жени на 8 ноември 1745 г. в Хоен-Алтхайм за графиня Мария Анна Йозефа Терезия Валбурга Фугер фон Кирхберг-Вайсенхорн (* 21 май 1719, Циненберг; † 11 януари 1784, Линц), вдовица на граф Йохан Карл Фридрих фон Йотинген-Валерщайн (1715 – 1744), дъщеря на Максимилиан Йозеф Фугер фон Кирхберг-Вайсенхорн (1677 – 1751) и втората му съпруга графиня Мария Юдит Изабела Ефросина Ефемия фон Тьоринг-Жетенбах (1690 – 1755). Те имат двама пораснали сина:
- Карл Август Фридрих Йозеф Егон фон Фюрстенберг-Вайтра (* 16 януари 1747; † 22 април 1747)
- Йоахим Егон фон Фюрстенберг-Вайтра (* 22 декември 1749, Лудвигсбург; † 26 януари 1828, Виена), ландграф на Фюрстенберг-Вайтра, женен на 18 август 1772 г. във Валерщайн за графиня София Мария Терезия Валбурга фон Йотинген-Валерщайн (* 9 декември 1751; † 21 май 1835)
- Карл Фридрих Йозеф Максимилиан Август фон Фюрстенберг-Вайтра (* 24 април 1751, Лудвигсбург; † 1 юли 1814, Валашке Мезиржичи, Моравия), граф, ландграф на Фюрстенберг-Вайтра, женен I. 1776 г. за графиня Мария Йозефа Анна Текла фон Шаленберг (* 8 август 1748; † 10 юни 1783), II. на 12 май 1784 г. за графиня Йохана фон Циротин-Лилгенау (* 12 февруари 1771; † 20 ноември 1785), III. на 12 май 1787 г. за графиня Мария Йозефа фон Циротин-Лилгенау (* 11 февруари 1771; † 5 април 1857)

Мария Анна Йозефа е метреса на Карл VII Алберт от Бавария, курфюрст на Бавария (1726 – 1745), император (1742 – 1745), (* 6 август 1697, Брюксел; † 20 януари 1745, Мюнхен).